# アメリカンチョッパー2 フルスロットル
『アメリカンチョッパー2 フルスロットル』（American Chopper 2: Full Throttle）は、Crear Studioが開発しアクティビジョンから発売されたスポーツゲームである。北米では2005年11月20日にESRB: Tとして発売されたが日本では未発売。
ディスカバリーチャンネルで放送されている番組「アメリカンチョッパー」のゲームとしては2作品となる。

## ストーリー
オレンジ・カウンティ・チョッパーズを舞台にオートバイ開発を行う。キャラクターは4人のうちの1人を選ぶ。

## キャラクター
- ポール・タトル・シニア
- ポール・タトル・ジュニア
- マイケル・タトル
- ビニー・ディマルティノ